# Lapeyrouse (Puy-de-Dôme)
Pour les articles homonymes, voir Lapeyrouse.
Lapeyrouse est une commune française située dans le département du Puy-de-Dôme, en région Auvergne-Rhône-Alpes.

## Géographie

### Localisation
Situé dans le Berry médiéval puis le Bourbonnais au XVIIIe siècle, la commune de Lapeyrouse étale ses vastes herbages sur le plateau au relief doux et verdoyant de la basse Combraille.
À proximité de la chaîne des Puys surplombant la vallée de la Sioule, entourée de forêts domaniales, Lapeyrouse est au centre des stations thermales d'Auvergne.
La commune de Lapeyrouse dépendait, jusqu'en mars 2015, du canton de Montaigut. À l'issue du redécoupage cantonal du département, la commune est rattachée au canton de Saint-Éloy-les-Mines.
Huit communes jouxtent Lapeyrouse, dont six dans le département limitrophe de l'Allier :
| Hyds (Allier)           | Beaune-d'Allier (Allier) | Vernusse (Allier)          |
| La Celle (Allier)       | Lapeyrouse               | Louroux-de-Bouble (Allier) |
| Buxières-sous-Montaigut | Durmignat                | Échassières (Allier)       |

### Voies de communication et transports

#### Voies routières
La commune est desservie par la route départementale 998 (ancienne route nationale 698 entre les années 1930 et les années 1970) reliant Néris-les-Bains et Commentry à Gannat, ainsi que par la RD 13 reliant Montmarault (en RD 4 dans l'Allier) à Montaigut.
Le territoire communal est également traversé par les RD 92 (du Monteix à La Celle, en RD 189 dans l'Allier), 100 (reliant Vernusse, en RD 308 dans l'Allier, à Durmignat), 148 (du Monteix vers la limite départementale sur les RD 4 et 13), 519 (prolongé en RD 185 dans l'Allier, vers Louroux-de-Bouble). Il existe aussi une RD 998a, prolongée en RD 156 dans l'Allier, en direction de Hyds et de La Celle.

#### Transport ferroviaire
Elle est desservie par des trains TER Auvergne-Rhône-Alpes reliant les gares de Montluçon et Commentry à l'ouest à Gannat et Clermont-Ferrand au sud-est, sur la ligne de Commentry à Gannat.

### Climat
Pour des articles plus généraux, voir Climat d'Auvergne-Rhône-Alpes et Climat du Puy-de-Dôme.
En 2010, le climat de la commune est de type climat océanique dégradé des plaines du Centre et du Nord, selon une étude du Centre national de la recherche scientifique s'appuyant sur une série de données couvrant la période 1971-2000. En 2020, Météo-France publie une typologie des climats de la France métropolitaine dans laquelle la commune est exposée à un climat de montagne ou de marges de montagne et est dans la région climatique Ouest et nord-ouest du Massif Central, caractérisée par une pluviométrie annuelle de 900 à 1 500 mm, maximale en automne et en hiver.
Pour la période 1971-2000, la température annuelle moyenne est de 10 °C, avec une amplitude thermique annuelle de 15,4 °C. Le cumul annuel moyen de précipitations est de 790 mm, avec 10,3 jours de précipitations en janvier et 7,4 jours en juillet. Pour la période 1991-2020, la température moyenne annuelle observée sur la station météorologique de Météo-France la plus proche, « Echassières_sapc », sur la commune d'Échassières à 6 km à vol d'oiseau, est de 10,3 °C et le cumul annuel moyen de précipitations est de 847,3 mm,. Pour l'avenir, les paramètres climatiques de la commune estimés pour 2050 selon différents scénarios d'émission de gaz à effet de serre sont consultables sur un site dédié publié par Météo-France en novembre 2022.

## Urbanisme

### Typologie
Au 1er janvier 2024, Lapeyrouse est catégorisée commune rurale à habitat très dispersé, selon la nouvelle grille communale de densité à sept niveaux définie par l'Insee en 2022.
Elle est située hors unité urbaine. Par ailleurs la commune fait partie de l'aire d'attraction de Saint-Éloy-les-Mines, dont elle est une commune de la couronne,. Cette aire, qui regroupe 15 communes, est catégorisée dans les aires de moins de 50 000 habitants,.

### Occupation des sols
L'occupation des sols de la commune, telle qu'elle ressort de la base de données européenne d’occupation biophysique des sols Corine Land Cover (CLC), est marquée par l'importance des territoires agricoles (91,1 % en 2018), une proportion sensiblement équivalente à celle de 1990 (91,2 %). La répartition détaillée en 2018 est la suivante : prairies (58,5 %), zones agricoles hétérogènes (22,9 %), terres arables (9,7 %), forêts (7,8 %), zones urbanisées (1,1 %). L'évolution de l’occupation des sols de la commune et de ses infrastructures peut être observée sur les différentes représentations cartographiques du territoire : la carte de Cassini (XVIIIe siècle), la carte d'état-major (1820-1866) et les cartes ou photos aériennes de l'IGN pour la période actuelle (1950 à aujourd'hui).

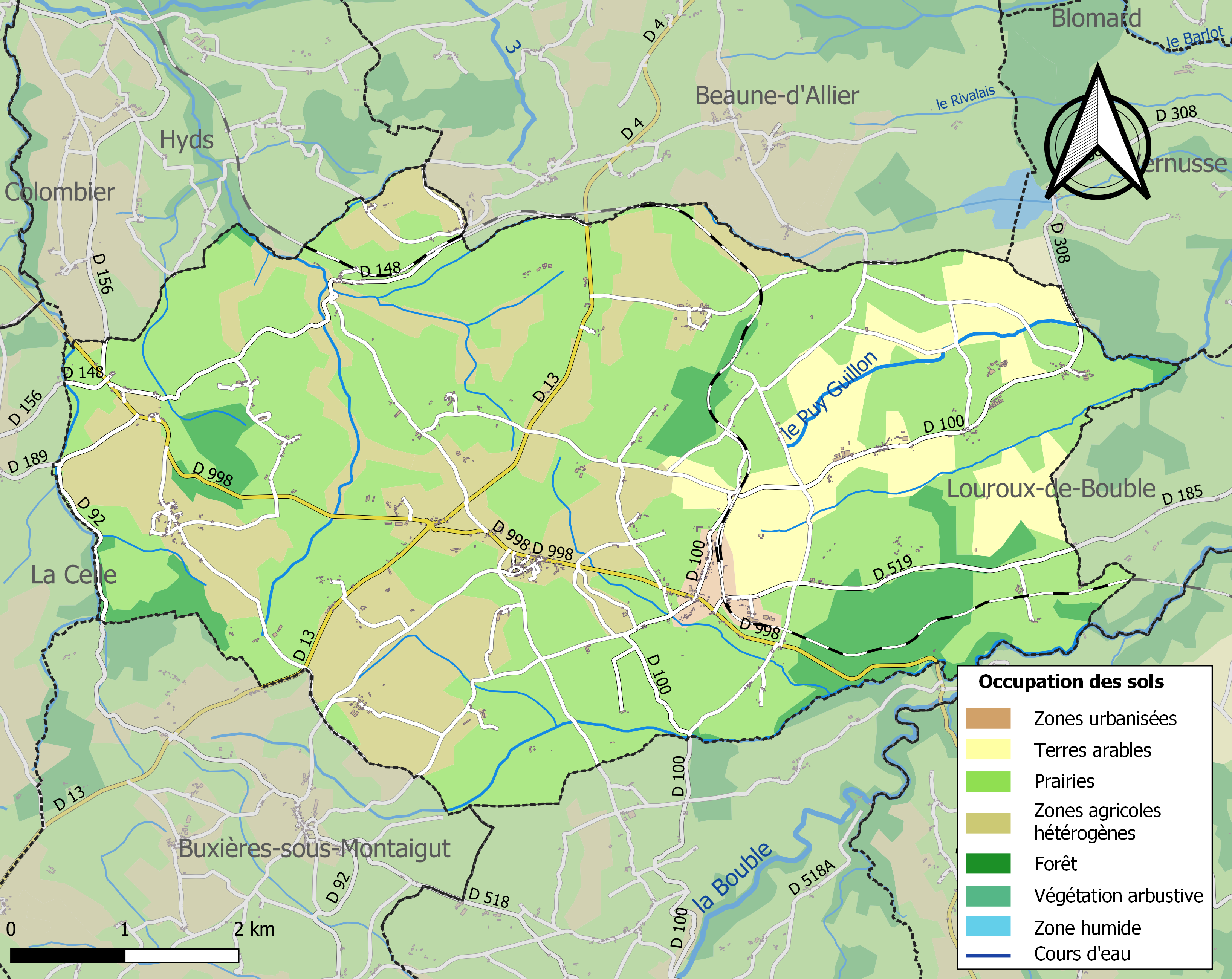
Carte des infrastructures et de l'occupation des sols de la commune en 2018 (CLC).

## Toponymie
Le nom de la commune vient du bourbonnais méridional, un dialecte du Croissant, intermédiaire entre occitan et langue d'oïl : La Peirose [lɑ poɛjˈʁu.zə] qui signifie littéralement « la pierreuse » et désigne naturellement un lieu pierreux d'une manière générale.

## Histoire

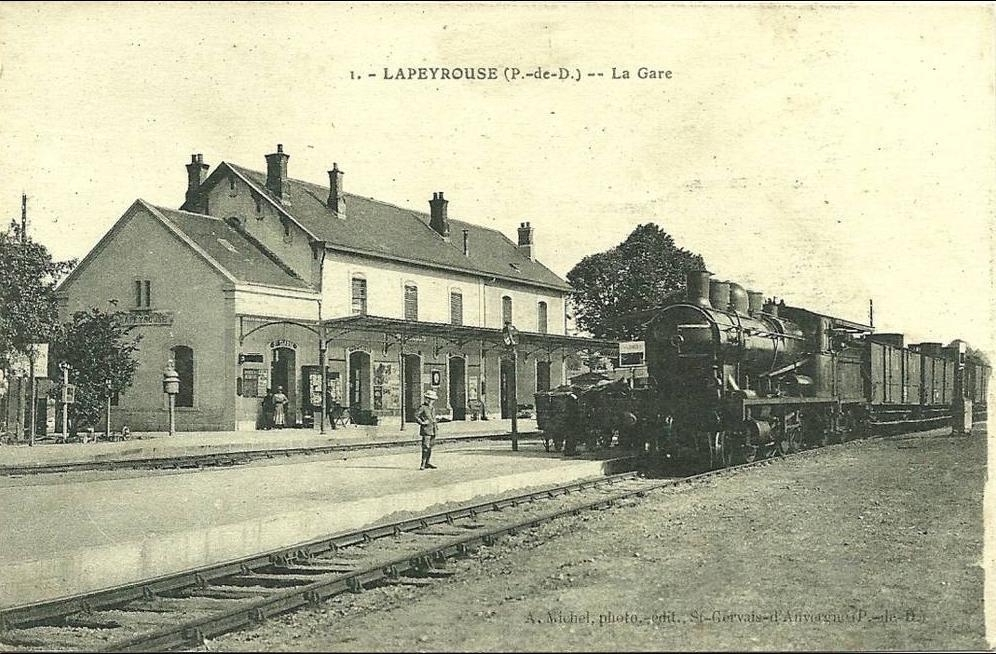
Carte postale de la gare vers 1920.

Tout au long de son histoire, Lapeyrouse est situé dans le Berry. Elle faisait d'abord partie durant l'Antiquité du territoire des Bituriges Cubes puis au Moyen Âge du Berry médiéval.
Lapeyrouse resta dans le diocèse de Bourges jusqu'au début du XIXe siècle où la commune est rattachée au diocèse de Clermont.
Pendant la Révolution, alors que la République est attaquée à ses frontières, les députés de la Convention ont imposé la Levée en masse à tous les hommes âgés de 18 à 25 ans. Le 9 mai 1794 (ou 20 floréal an II), pas moins de huit hommes de la commune (dite de Pérouse), sont incorporés à la 19e demi-brigade puis à la 69e demi-brigade de l'armée de la République.

## Politique et administration

### Découpage territorial
La commune de Lapeyrouse est membre de la communauté de communes du Pays de Saint-Éloy, un établissement public de coopération intercommunale (EPCI) à fiscalité propre créé le 1er janvier 2017 dont le siège est à Saint-Éloy-les-Mines. Ce dernier est par ailleurs membre d'autres groupements intercommunaux. De 2013 à 2016, elle était membre de la communauté de communes du Pays de Saint-Éloy-les-Mines.
Sur le plan administratif, elle est rattachée à l'arrondissement de Riom, à la circonscription administrative de l'État du Puy-de-Dôme et à la région Auvergne-Rhône-Alpes. Elle faisait partie du canton de Montaigut jusqu'en mars 2015.
Sur le plan électoral, elle dépend du canton de Saint-Éloy-les-Mines pour l'élection des conseillers départementaux, depuis le redécoupage cantonal de 2014 entré en vigueur en 2015, et de la deuxième circonscription du Puy-de-Dôme pour les élections législatives, depuis le dernier découpage électoral de 2010 (sixième circonscription avant 2010).

### Élections municipales et communautaires

#### Élections de 2020
Le conseil municipal de Lapeyrouse, commune de moins de 1 000 habitants, est élu au scrutin majoritaire plurinominal à deux tours avec candidatures isolées ou groupées et possibilité de panachage. Compte tenu de la population communale, le nombre de sièges à pourvoir lors des élections municipales de 2020 est de 15. La totalité des quinze candidats en lice a été élue dès le premier tour, le 15 mars 2020, avec un taux de participation de 59,40 %.

#### Chronologie des maires
| Période                                  | Période                   | Identité      | Étiquette | Qualité |
| ---------------------------------------- | ------------------------- | ------------- | --------- | --- |
| Les données manquantes sont à compléter. |                           |               |           | |
| 1977                                     | mai 2020                  | Jean Michel   | PS        | Avocat Vice-président du conseil régional d'Auvergne (1985-1986) Député de la 6e circonscription du Puy-de-Dôme (1997-2012) |
| mai 2020                                 | En cours (au 5 juin 2020) | Sabine Michel |           | |

## Population et société

### Démographie
L'évolution du nombre d'habitants est connue à travers les recensements de la population effectués dans la commune depuis 1793. Pour les communes de moins de 10 000 habitants, une enquête de recensement portant sur toute la population est réalisée tous les cinq ans, les populations de référence des années intermédiaires étant quant à elles estimées par interpolation ou extrapolation. Pour la commune, le premier recensement exhaustif entrant dans le cadre du nouveau dispositif a été réalisé en 2004.

En 2022, la commune comptait 515 habitants, en évolution de −8,85 % par rapport à 2016 (Puy-de-Dôme : +2,1 %, France hors Mayotte : +2,11 %).
| 1793  | 1800  | 1806  | 1821  | 1831  | 1836  | 1841  | 1846  | 1851  |
| ----- | ----- | ----- | ----- | ----- | ----- | ----- | ----- | ----- |
| 1 305 | 1 221 | 1 292 | 1 108 | 1 447 | 1 565 | 1 570 | 1 545 | 1 442 |

| 1856  | 1861  | 1866  | 1872  | 1876  | 1881  | 1886  | 1891  | 1896  |
| ----- | ----- | ----- | ----- | ----- | ----- | ----- | ----- | ----- |
| 1 400 | 1 350 | 1 531 | 1 567 | 1 589 | 1 645 | 1 682 | 1 638 | 1 530 |

| 1901  | 1906  | 1911  | 1921  | 1926  | 1931  | 1936  | 1946  | 1954  |
| ----- | ----- | ----- | ----- | ----- | ----- | ----- | ----- | ----- |
| 1 510 | 1 518 | 1 550 | 1 338 | 1 254 | 1 218 | 1 111 | 1 119 | 1 061 |

| 1962 | 1968 | 1975 | 1982 | 1990 | 1999 | 2004 | 2006 | 2009 |
| ---- | ---- | ---- | ---- | ---- | ---- | ---- | ---- | ---- |
| 993  | 919  | 770  | 700  | 575  | 587  | 584  | 582  | 561  |

| 2014 | 2019 | 2022 | - | - | - | - | - | - |
| ---- | ---- | ---- | - | - | - | - | - | - |
| 561  | 523  | 515  | - | - | - | - | - | - |

### Enseignement
Lapeyrouse dépend de l'académie de Clermont-Ferrand.
Les élèves de la commune commencent leur scolarité à l'école élémentaire publique de la commune. Ils poursuivent au collège Alexandre-Varenne de Saint-Éloy-les-Mines puis au lycée Virlogeux de Riom pour les filières générales et STMG, ou au lycée Pierre-Joël-Bonté, à Riom, pour la filière STI2D. Ces derniers bénéficient d'une double sectorisation dans la commune : ils peuvent aussi fréquenter les lycées du bassin de Montluçon.

## Économie
Depuis des décennies, l'élevage de Gessy[Quoi ?] constitue la principale activité agricole. Cette tradition se perpétue de nos jours.
Une usine de Thivat Nutrition animale, filiale d'Axéréal, transforme du soja bio, notamment pour l'alimentation des volailles fermières bio d'Auvergne.
Lapeyrouse présente aussi des activités de loisirs avec notamment un plan d'eau et un camping trois étoiles.

## Culture et patrimoine

### Lieux et monuments
- église Notre-Dame du XIIe siècle ;
- château de Bruges ;
- base nautique et étang ;
- tilleul de la Combe Droit ; ce tilleul, vieux de plus de quatre siècles, mesure 26 m de haut et 7,4 m de circonférence. Il est situé au lieu-dit la Villatte, à l'ouest du bourg. Il a remporté le prix du Jury au concours L'Arbre de l'année 2023[39].

### Personnalités liées à la commune
- Jean Michel, député du Puy-de-Dôme (1997-2012), né à Lapeyrouse en 1949.